# سواد العراق

سواد العراق خلال فترة الفتوحات الإسلامية.

سواد العراق هو اسم أطلقه الفاتحون المسلمون على الأراضي الزراعية التي تقع جنوب بلاد النهرين، على أطراف دجلة والفرات وما بينهما.

## معجم البلدان

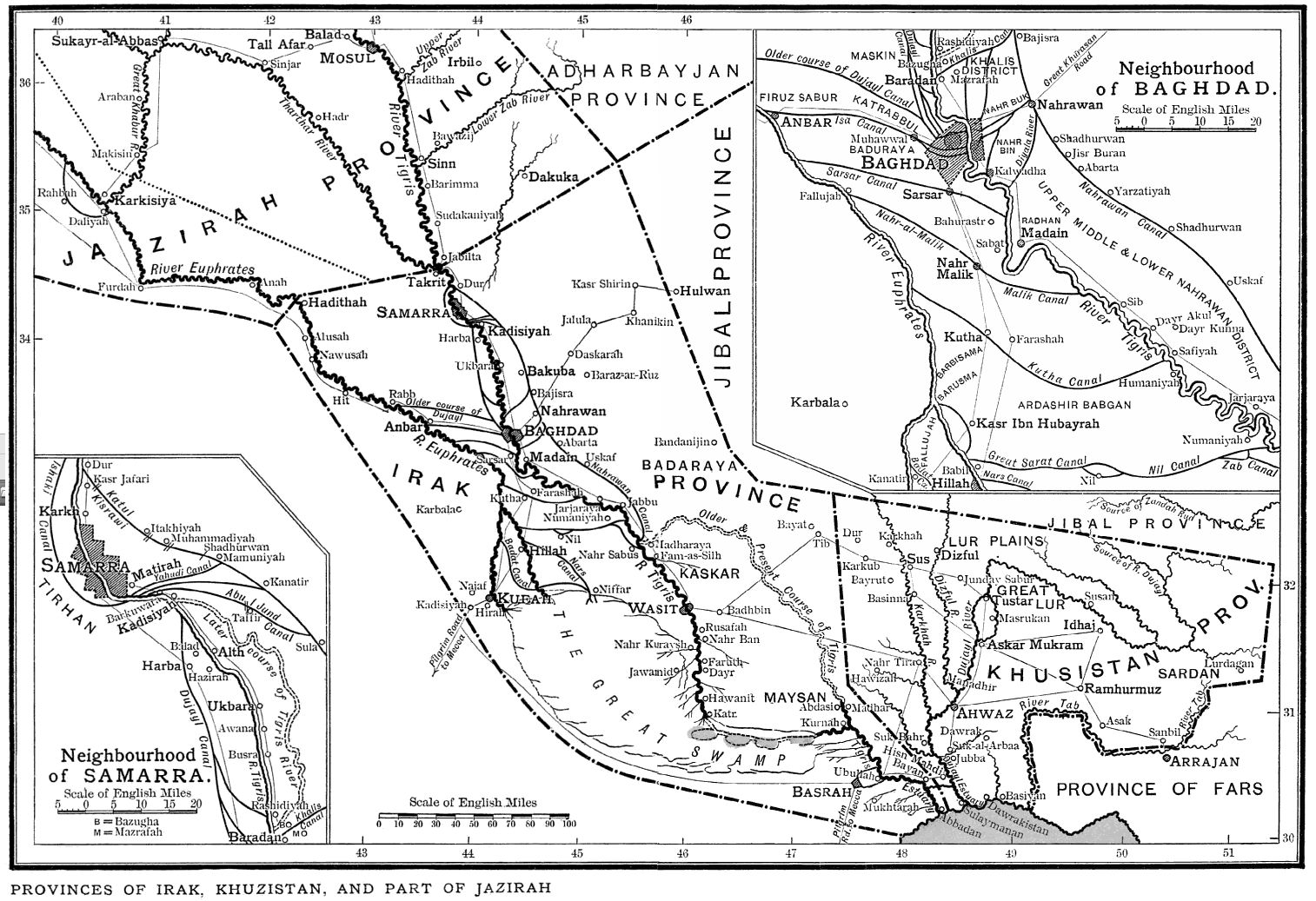
أرض السواد، خارطة من كتاب للمستشرق لي سترانج.

جاء في معجم البلدان لياقوت الحموي (ت. 626 هـ) أن سواد العراق: 

وعلل سبب تسميتها بالسواد قائلاً: 

ثم حدد مكانها وقال: 

## ملكية أرض السواد
دارت حول أرض السواد نقاش فقهي بين الصحابة، فقد فتحت أراضي السواد حرباً زمن عمر بن الخطاب بعد القادسية، وكان النبي محمد يقسم غنائم الحرب بين المجاهدين، فيجعل 80% منه للمجاهدين، ويترك 20% فيصرفها في مصالح المسلمين العامة، وذكر في القرآن في هذا الباب: ﴿وَاعْلَمُوا أَنَّمَا غَنِمْتُمْ مِنْ شَيْءٍ فَأَنَّ لِلَّهِ خُمُسَهُ وَلِلرَّسُولِ وَلِذِي الْقُرْبَى وَالْيَتَامَى وَالْمَسَاكِينِ وَابْنِ السَّبِيلِ﴾
واختلف الصحابة في قسمة أرض السواد، فذهب بلال وعمرو بن العاص والزبير بن العوام إلى المطالبة بقسمة الأرض، فيما ذهب علي بن أبي طالب وعثمان ومعاذ بن جبل وطلحة بن عبيد الله وأبو عبيدة وعبد الله بن عمر بألا تقسم، كما أجمع الأنصار على ألا تقسم أيضا.
ثم حسم عمر بن الخطاب الخلاف، ورأى أن تقسم على جميع المسلمين، واستدل بآية: ﴿مَا أَفَاءَ اللَّهُ عَلَى رَسُولِهِ مِنْ أَهْلِ الْقُرَى فَلِلَّهِ وَلِلرَّسُولِ وَلِذِي الْقُرْبَى وَالْيَتَامَى وَالْمَسَاكِينِ وَابْنِ السَّبِيلِ كَيْ لا يَكُونَ دُولَةً بَيْنَ الأَغْنِيَاءِ مِنْكُمْ﴾ وقال عمر: «ما أرى هذه الآية إلا عمت الخلق كلهم». وبهذا قرر الصحابة بقاء أرض السواد في أيدي أصحابها، مع فرض الخراج عليهم.